# Стрипер (ТВ серија)
Стрипер (шп. Toy Boy) шпанска је телевизијска серија. Главне улоге тумаче Хесус Москера, Кристина Кастањо и Марија Педраса. Емитована је од 8. септембра 2019. до 21. новембра 2021. године. У Србији је емитовао Netflix од 28. фебруара 2020.

## Радња
Након седам година у затвору у Малаги, стрипер је пуштен на слободу уочи новог суђења и покушава доказати да му је љубавница подметнула убиство њеног мужа.

## Улоге
| Глумац           | Улога                    |
| ---------------- | ------------------------ |
| Хесус Москера    | Хуго Белтран Гонзалез    |
| Кристина Кастањо | Макарена Медина де Солис |
| Марија Педраса   | Тријана Марин            |

## Епизоде

### Преглед серије
| Сезона | Сезона | Епизоде | Епизоде | Оригинално емитовање | Оригинално емитовање |
| Сезона | Сезона | Епизоде | Епизоде | Премијера            | Финале               |
| ------ | ------ | ------- | ------- | -------------------- | -------------------- |
|        | 1.     | 13      | 13      | 8. септембар 2019.   | 1. децембар 2019.    |
|        | 2.     | 8       | 8       | 26. септембар 2021.  | 21. новембар 2021.   |

### 1. сезона  (2019)
| Бр. еп. (укупно) | Бр. еп. (у сезони) | Наслов            | Премијера           |
| ---------------- | ------------------ | ----------------- | ------------------- |
| 1                | 1                  | Пилот             | 8. септембар 2019.  |
| 2                | 2                  | Међу мртвима      | 15. септембар 2019. |
| 3                | 3                  | Последљи суд      | 22. септембар 2019. |
| 4                | 4                  | Поново на почетку | 29. септембар 2019. |
| 5                | 5                  | Пулс убице        | 6. октобар 2019.    |
| 6                | 6                  | Крај тунела       | 13. октобар 2019.   |
| 7                | 7                  | Маскенбал         | 20. октобар 2019.   |
| 8                | 8                  | Једини сведок     | 27. октобар 2019.   |
| 9                | 9                  | Мајчина љубав     | 3. новембар 2019.   |
| 10               | 10                 | Фотографије       | 10. новембар 2019.  |
| 11               | 11                 | Мало штене        | 17. новембар 2019.  |
| 12               | 12                 | Искупљење         | 24. новембар 2019.  |
| 13               | 13                 | Пали анђели       | 1. децембар 2019.   |

### 2. сезона (2021)
| Бр. еп. (укупно) | Бр. еп. (у сезони) | Наслов                   | Премијера           |
| ---------------- | ------------------ | ------------------------ | ------------------- |
| 14               | 1                  | Особа коју највише волиш | 26. септембар 2021. |
| 15               | 2                  | Шта је секс за тебе?     | 3. октобар 2021.    |
| 16               | 3                  | Цена богова              | 10. октобар 2021.   |
| 17               | 4                  | Рај и пакао              | 24. октобар 2021.   |
| 18               | 5                  | Оскрнављени храмови      | 31. октобар 2021.   |
| 19               | 6                  | Романтични гест          | 7. новембар 2021.   |
| 20               | 7                  | Зашто ме зову Турчин?    | 14. новембар 2021.  |
| 21               | 8                  | Врата која се отварају   | 21. новембар 2021.  |